# دانيال هانان
دانيال جون هانّان، البارون هانّان من كينغزكلر، (1 سبتمبر 1971) هو كاتب، وصحفي، وسياسي بريطاني سابق يعمل مستشارًا لمجلس التجارة منذ عام 2020. هو الرئيس المؤسس لمبادرة التجارة الحرة. كان عضوًا في حزب المحافظين، وكان عضوًا في البرلمان الأوروبي عن جنوب شرق إنجلترا منذ عام 1999 حتى عام 2020.
كان هانّان أول أمين عام لتحالف المحافظين والإصلاحيين في أوروبا، وشغل ذلك المنصب منذ عام 2009 حتى عام 2018. كان أيضًا أحد مؤسسي منظمة صوتوا للمغادرة، وهي إحدى المنظمات التي بدأت استفتاء بقاء المملكة المتحدة ضمن الاتحاد الأوروبي في عام 2016، وخدم في مجلس إدارتها طوال فترة الاستفتاء. لعب دورًا بارزًا في حملة الاستفتاء، إذ شارك في عدد من النقاشات العامة. استقال من البرلمان الأوروبي عند مغادرة المملكة المتحدة من الاتحاد الأوروبي في عام 2020.
كتب اللورد هانّان من كينغزكلر أعمدة لصحيفة ذا صنداي تلغراف، وإنترناشيونال بيزنس تايمز، وكونزيرفاتيف هوم، وواشنطن إكزامينر، بالإضافة إلى أعمدة عرضية في ديلي ميل، والغارديان، وديلي تلغراف، وذا صن، وذا سبيكتيكور، بالإضافة إلى وول ستريت جورنال، وهو أيضًا رئيس تحرير مجلة ذا كونزيرفاتيف، وهي مجلة فصلية تتناول الفكر السياسي لليمين الوسط. نشر هانّان أيضًا عدة مؤلفات.

## المواقف السياسية

### الإقليمية
يُعد هانّان من دعاة الإقليمية، ويعتقد أن استقلال الحكومة المحلية مستحيل دون منح الاستقلال المالي؛ فدعم استبدال ضريبة القيمة المضافة بضريبة مبيعات محلية تحددها المجالس المحلية.
شارك هانّان، إلى جانب 27 من أعضاء البرلمان المحافظين المنتخبين في عام 2005، في تأليف كتاب الديمقراطية المباشرة: أجندة لحزب نموذجي جديد، والذي يقترح نقل السلطة بالجملة والانتخاب المباشر لصانعي القرار، واستبدال هيئة الخدمات الصحية الوطنية بنظام تأمين خاص. طوِّرت هذه الأفكار بشكل أكبر في سلسلة من ستة كتيبات، بعنوان الصحف المحلية، في شكل متسلسل في صحيفة ذا ديلي تلغراف في عام 2007.
- في 27 يناير 2024، دعا عضو مجلس اللوردات البريطاني "دانيال هانان" المملكة المتحدة، إلى الاعتراف بـ"سيادة المغرب الكاملة" على صحرائه، وتعزيز العلاقات التجارية بين المملكتين.

وكتب اللورد "هانان" في مقال أوردته يومية "ذا ديلي تلغراف" البريطانية :"لا يجب أن نلغي الرسوم الجمركية فحسب، بل يتعين أن ننشئ ممرا رقميا بين طنجة وموانئنا لتقليل المعاملات الورقية وتسهيل الاستثمارات؛ وأن نسهر على أن تعترف سياستنا التجارية بشكل كامل بسيادة المغرب على الصحراء".

### القومية
يُعد هانّان من دعاة السيادة الوطنية، وشكك في فكرة أن «القومية تسبب الحرب». أُشير إليه على أنه «قومي بريطاني» و«ديغولي بريطاني». قال هانّان في نقاش قبل استفتاء الاتحاد الأوروبي في بريطانيا العظمى: «كوننا أمة يعني أننا لسنا مجرد مجموعة عشوائية من الأفراد المولودين لمجموعة عشوائية مختلفة من الأفراد العشوائيين. يفرض علينا ذلك واجب الحفاظ على الحريات التي نُعد جميعنا محظوظين بما يكفي لأننا ورثناها من آبائنا، وأن ننقلها بشكل آمن إلى الجيل التالي».
انتقد هانّان اقتراح زعيم حزب العمال البريطاني جيريمي كوربين بإعادة رخاميات إلغن إلى أثينا بسبب «الماسوشية القومية»؛ وكتب في صحيفة كونزيرفاتيف هوم أن هذا يؤكد وجهة النظر القائلة بأن كوربين «سيدعم دومًا وفي كل مكان بلدًا آخر ضد بلده». انتقد هانّان بالمثل السكرتير الصحفي السابق لداونينغ ستريت ألاستير كامبل بسبب «تشجيعه للجانب الآخر»، وذلك بعد أن أعاد كامبل نشر تغريدة مواقف التيشخ (رئيس الوزراء الأيرلندي) ليو فارادكار على وسائل التواصل الاجتماعي بينما أشار كامبل، في منشوره في صحيفة ذا نيو يوروبيان، إلى أن هانّان كان «يدعي احتكار الوطنية».
كتب الصحفي فيليب كولينز في مجلة بروسبكت: «يتمتع هانّان بالعاطفة المستمرة لرجل دائمًا في طريقه إلى المنزل من كورال صلاة المساء في إحدى جامعات أكسفورد. هناك شعور منهم جميعًا بأنهم يعيشون في صورة كاريكاتورية. لا يعتقد أي منهم أنهم وقعوا على النسخة المحدودة من القومية المكتوبة بالدم».

### الإصلاح الانتخابي
يجادل هانّان في كتاباته وفي وسائل الإعلام (مثل أثناء ظهوره في برنامج وقت السؤال على تلفزيون بي بي سي في 28 مايو 2009) حول مبادرات الاقتراع (حيث يمكن للناخبين أن يسنوا التشريع مباشرة كما يحدث في سويسرا)، وحول قوة انتخابات سحب الثقة (حيث يمكن إجبار عضو البرلمان الحالي على الخضوع لإعادة انتخابه إذا كان هناك عدد كافٍ من الناخبين المحليين يدعمون ذلك)، والبرلمانات محددة المدة، والاستفتاءات المحلية والوطنية، والانتخابات التمهيدية المفتوحة، وإلغاء القوائم الحزبية. يُعد هانّان أيضًا مدافعًا عن نظام التصويت الفردي القابل للتحويل كبديل لنظام التصويت الأول في المملكة المتحدة.

### السياسة الخارجية
يُعد هانّان من أشد المعجبين بالولايات المتحدة، ويصف نفسه بأنه أطلنطي ذو آراء إيجابية عن الولايات المتحدة بالإضافة إلى دول أخرى في المحيط الإنجليزي. يدعي هانّان أنه يدعم التجارة الحرة بحجة أن الاتحاد الأوروبي يمنع التجارة مع دول مثل الصين والهند وإثيوبيا. عارض هانّان غزو العراق في عام 2003 الذي حدث أثناء رئاسة توني بلير لمجلس الوزراء، وعارض التدخل البريطاني في ليبيا. اقترح أيضًا أن تميل السياسة الخارجية البريطانية بعيدًا عن الاتحاد الأوروبي تجاه الولايات المتحدة والكومنولث.
أيد هانّان المرشح الديمقراطي آنذاك باراك أوباما لمنصب الرئيس في 18 أكتوبر 2008 ضد جون ماكين. ذكر أيضًا أن رئاسة ماكين ستعني «تمددًا إمبراطوريًا زائدًا»، وخاصةً بحجة أن الولايات المتحدة كان ينبغي أن تستعد لمغادرة العراق على الفور. أعرب هانّان عن أسفه لتأييده، والذي وصفه في مدونته بأنه «أكثر المنشورات التي لا تحظى بشعبية» في حياته المهنية في مجال التدوين، ودعم ميت رومني في عام 2012. قال: «أي قارئ أمريكي يريد أن يعرف إلى أين سيقود فكر أوباما يجب أن يقضي أسبوعًا معي في البرلمان الأوروبي. أنا أعمل في مستقبلك، وصدقني، لن يعجبك الأمر».
جادل هانّان في الانتخابات الرئاسية الأمريكية لعام 2016 بأن كلا الحزبين الرئيسيين قد قدما مرشحين غير لائقين، وحثّ الأمريكيين على التصويت لصالح الليبرتاري غاري جونسون.

### السياسة الاجتماعية
يعارض هانّان ما يعتبره «جرائم بلا ضحايا»، ويفضل إلغاء تجريم المخدرات قائلًا: «سأبدأ بالمريغوانا، ولن أعارض من حيث المبدأ عدم تجريم الهيروين في حال نجح ذلك».

### حزب استقلال المملكة المتحدة
اقترح هانّان في مقال في صحيفة ديلي تلغراف في ربيع عام 2012 إجراء تسوية بين حزب المحافظين وحزب استقلال المملكة المتحدة، ويفضل أن يكون ذلك مع الديمقراطيين الأحرار.

### جائحة كوفيد -19
جادل هانّان بأن فيروس كورونا ليس خطيرًا على عامة الناس كما هو مُشاع على نطاق واسع. انتقد بشدة استجابة حكومة المملكة المتحدة للوباء، مجادلًا بالقيود المفروضة على الجمهور ردًا على الوباء. انضم هانّان إلى النقاد البارزين الآخرين، المعروفين باسم «المشككين في الحجر الصحي»، مثل اللورد سومبشن وتوبي يونغ، في القول بأن الححر التقييدي الكامل بعد هذا التاريخ سيكون له عواقب سلبية خطيرة، وذلك نتيجة للقيود المفروضة على الحريات المدنية، وحجر السكان، وتعطيل الاقتصاد. عبّر عن هذا الرأي لأول مرة في فبراير في مقال كتبه في موقع صحيفة كونزيرفاتيف هوم، وتمسك به طوال فترة الحجر.

### السياسة المحافظة
أطلق هانّان صحيفة ذا كونزيرفاتيف في سبتمبر 2016، وهي إصدار دوري في مجلد مطبوع ونسخة عبر الإنترنت تُنشر كل ثلاثة أشهر. عرّف أسلوبها الفلسفي خلال الافتتاحية على النحو التالي: «المحافظة هي غريزة وليست أيديولوجية. إنها ساخرة، ومثيرة للجدل، وهادئة، ولا تثق في النظريات الكبرى. يدرك المحافظون أن الأشياء التي يعتزون بها مثل حقوق الملكية، والحكومة البرلمانية، والحرية الشخصية، وقواعد الكياسة تستغرق وقتًا طويلًا لتكوينها، ولكن يمكن تدميرها بسرعة».